# Rhegmoclemina hungarica
Rhegmoclemina hungarica is een muggensoort uit de familie van de Scatopsidae. De wetenschappelijke naam van de soort is voor het eerst geldig gepubliceerd in 1928 door Duda.